# Lưu Tiểu Ngọ
Lưu Tiểu Ngọ (tiếng Trung: 刘小午; sinh năm 1960) là Trung tướng Quân Giải phóng Nhân dân Trung Quốc (PLA). Ông hiện là Phó Tư lệnh Chiến khu Tây bộ Quân Giải phóng Nhân dân Trung Quốc. Ông từng là Tư lệnh Lục quân trực thuộc Chiến khu Nam bộ Quân Giải phóng Nhân dân Trung Quốc và Tham mưu trưởng Quân khu Quảng Châu.

## Tiểu sử

### Thân thế
Lưu Tiểu Ngọ là người Hán sinh tháng 1 năm 1960, người huyện Hùng, tỉnh Hà Bắc.

### Giáo dục
Lưu Tiểu Ngọ từng được cử đến Đại học Manhattan, Mỹ học chuyên ngành máy tính trình độ Thạc sĩ, sau đó lại học thạc sĩ chuyên ngành chỉ huy tác chiến ở Đại học Quốc phòng Trung Quốc. Ông từng làm kỹ sư cao cấp ở Bộ Tư lệnh Quân khu Quảng Châu.

### Sự nghiệp
Tháng 12 năm 1976, Lưu Tiểu Ngọ gia nhập Quân Giải phóng Nhân dân Trung Quốc và từng đảm nhiệm chức vụ Tham mưu, Phó Trung đoàn trưởng Trung đoàn thông tin, Trưởng phòng Phòng Thông tin Cơ quan Quân khu và Phó Sư đoàn trưởng.
Tháng 7 năm 2002, Lưu Tiểu Ngọ được bổ nhiệm giữ chức Phó Tư lệnh Phân Quân khu Sơn Nam (山南) trực thuộc Quân khu Tây Tạng.
Tháng 7 năm 2003, Lưu Tiểu Ngọ được bổ nhiệm làm quyền Sư đoàn trưởng Sư đoàn 123 hay còn được gọi là đơn vị 75130 thuộc Tập đoàn quân 41 Lục quân, Quân khu Quảng Châu. Tháng 10 năm 2003, ông chính thức đảm nhiệm chức vụ Sư đoàn trưởng Sư đoàn 123. Tháng 10 năm 2007, ông được bổ nhiệm làm Tham mưu trưởng Tập đoàn quân 41 Lục quân. Tháng 7 năm 2008, ông được phong quân hàm Thiếu tướng. Tháng 1 năm 2010, Lưu Tiểu Ngọ được bổ nhiệm giữ chức vụ Tư lệnh Tập đoàn quân 41 Lục quân, Quân khu Quảng Châu. Tháng 9 năm 2013, ông được luân chuyển làm Tư lệnh Tập đoàn quân 42, Quân khu Quảng Châu. Tháng 12 năm 2014, Lưu Tiểu Ngọ được bổ nhiệm làm Tham mưu trưởng Quân khu Quảng Châu.
Tháng 1 năm 2016, Chủ tịch Quân ủy Trung ương Tập Cận Bình ra tuyên bố giải thể 7 đại Quân khu gồm Bắc Kinh, Thẩm Dương, Tế Nam, Nam Kinh, Quảng Châu, Lan Châu và Thành Đô để thiết lập lại thành 5 Chiến khu, là Chiến khu Đông, Chiến khu Bắc, Chiến khu Nam, Chiến khu Tây và Chiến khu Trung ương; Lưu Tiểu Ngọ được bổ nhiệm giữ chức vụ Tư lệnh Lục quân trực thuộc Chiến khu Nam bộ Quân Giải phóng Nhân dân Trung Quốc. Tháng 7 năm 2016, ông được thăng quân hàm Trung tướng. Tháng 1 năm 2017, ông được bổ nhiệm làm Phó Tư lệnh Chiến khu Tây bộ Quân Giải phóng Nhân dân Trung Quốc.